# Lillian Bronson
Lillian Bronson (Lockport, 21 ottobre 1902 – Los Angeles, 2 agosto 1995) è stata un'attrice statunitense.
Ha recitato in oltre 60 film dal 1939 al 1964 ed è apparsa in oltre cento produzioni televisive dal 1949 al 1975.

## Biografia
Lillian Bronson nacque a  Lockport, New York, il 21 ottobre 1902. Figlia di un costruttore di carrozze, frequento l'università del Michigan. Cominciò la sua carriera artistica recitando in rappresentazioni teatrali a Broadway.
Recitò nel 1939, non accreditata, nel film Happy Land nel ruolo di Mattie Dyer e in televisione nell'episodio The Druid Circle della serie televisiva antologica The Philco Television Playhouse, andato in onda il 6 marzo 1949, nel ruolo di  Miss Dagnall. Interpretò poi una lunga serie di personaggi secondari per molti episodi di serie televisive, dagli albori della televisione fino a metà degli anni 70, tra cui molte serie di genere western. Interpretò, tra gli altri, il ruolo della nonna nella serie televisiva Kings Row.
La sua ultima apparizione sul piccolo schermo avvenne nell'episodio Fonzie Moves In della serie televisiva Happy Days, andato in onda il 9 settembre 1975, che la vede nel ruolo di Mrs. Nussbaum, mentre per il grande schermo l'ultima interpretazione risale al film Ho sposato 40 milioni di donne (1964), in cui interpreta Miss Currier.
Nel 1974 l'artista Kent Twitchell scelse una foto dell'attrice come modello per un enorme murale dipinto su una parete di un edificio a Downtown, Los Angeles, che ritraeva la Bronson con un drappo afgano intorno al corpo, nel contesto di eventi promozionali a livello culturale organizzati dalla contea locale. Il murale fu poi oggetto di una disputa legale con i proprietari dell'edificio che portò prima alla sua copertura nel 1986 e poi ad un parziale ripristino iniziato nel 1992.
Visse gli ultimi anni a Laguna Beach. Morì a Los Angeles, in California, il 2 agosto 1995.

## Filmografia

### Cinema
- Il primo bacio (First Love), regia di Henry Koster (1939)
- Happy Land, regia di Irving Pichel (1943)
- Mademoiselle Fifi, regia di Robert Wise (1944)
- What a Man!, regia di William Beaudine (1944)
- Cinque maniere di amare (Ladies Courageous), regia di John Rawlins (1944)
- Angoscia (Gaslight), regia di George Cukor (1944)
- La rivincita dell'uomo invisibile (The Invisible Man's Revenge), regia di Ford Beebe (1944)
- In giro con due americani (Abroad with Two Yanks), regia di Allan Dwan (1944)
- La perla della morte (The Pearl of Death), regia di Roy William Neill (1944)
- Nel frattempo, cara (In the Meantime, Darling), regia di Otto Preminger (1944)
- Arsenio Lupin (Enter Arsene Lupin), regia di Ford Beebe (1944)
- Here Come the Waves, regia di Mark Sandrich (1944)
- Quinto non ammazzare! (The Suspect), regia di Robert Siodmak (1944)
- Roughly Speaking, regia di Michael Curtiz (1945)
- Un albero cresce a Brooklyn (A Tree Grows in Brooklyn), regia di Elia Kazan (1945)
- Hollywood and Vine, regia di Alexis Thurn-Taxis (1945)
- Lo strangolatore di Brighton (The Brighton Strangler), regia di Max Nosseck (1945)
- Molly and Me, regia di Lewis Seiler (1945)
- Donnine d'America (Junior Miss), regia di George Seaton (1945)
- Road to Alcatraz, regia di Nick Grinde (1945)
- Il sergente e la signora (Christmas in Connecticut), regia di Peter Godfrey (1945)
- Addio vent'anni (Over 21), regia di Charles Vidor (1945)
- The Girl of the Limberlost, regia di Mel Ferrer (1945)
- Breakfast in Hollywood, regia di Harold D. Schuster (1946)
- Non dirmi addio (Sentimental Journey), regia di Walter Lang (1946)
- Blondie's Lucky Day, regia di Abby Berlin (1946)
- La morte ride (Murder in the Music Hall), regia di John English (1946)
- Il mistero del carillon (Dressed to Kill), regia di Roy William Neill (1946)
- L'anima e il volto (A Stolen Life), regia di Curtis Bernhardt (1946)
- Tutta la città ne sparla (Rendezvous with Annie), regia di Allan Dwan (1946)
- Notturno di sangue (Nocturne), regia di Edwin L. Marin (1946)
- Non ti appartengo più (I've Always Loved You), regia di Frank Borzage (1946)
- The Shocking Miss Pilgrim, regia di George Seaton (1947)
- Non tormentarmi più (The Arnelo Affair), regia di Arch Oboler (1947)
- Benvenuto straniero! (Welcome Stranger), regia di Elliott Nugent (1947)
- Nessuno mi crederà (They Won't Believe Me), regia di Irving Pichel (1947)
- I trafficanti (The Hucksters), regia di Jack Conway (1947)
- The Judge Steps Out, regia di Boris Ingster (1947)
- Donne e veleni (Sleep, My Love), regia di Douglas Sirk (1948)
- Abbandonata in viaggio di nozze (Family Honeymoon), regia di Claude Binyon (1948)
- I fidanzati sconosciuti (In the Good Old Summertime), regia di Robert Z. Leonard (1949)
- Rusty's Birthday, regia di Seymour Friedman (1949)
- Joe Palooka Meets Humphrey, regia di Jean Yarbrough (1950)
- Sfida alla legge (Dakota Lil), regia di Lesley Selander (1950)
- L'uomo che era solo (Father Is a Bachelor), regia di Abby Berlin, Norman Foster (1950)
- La legge del silenzio (Black Hand), regia di Richard Thorpe (1950)
- Beauty on Parade, regia di Lew Landers (1950)
- Il padre della sposa (Father of the Bride), regia di Vincente Minnelli (1950)
- The Next Voice You Hear..., regia di William A. Wellman (1950)
- The Skipper Surprised His Wife, regia di Elliott Nugent (1950)
- Due settimane d'amore (Two Weeks with Love), regia di Roy Rowland (1950)
- La spada di Montecristo (The Sword of Monte Cristo), regia di Maurice Geraghty (1951)
- Largo passo io! (Excuse My Dust), regia di Roy Rowland (1951)
- El gringo (Passage West), regia di Lewis R. Foster (1951)
- C'è posto per tutti (Room for One More), regia di Norman Taurog (1952)
- La vendicatrice dei sioux (Rose of Cimarron), regia di Harry Keller (1952)
- Here Come the Nelsons, regia di Frederick de Cordova (1952)
- Non c'è posto per lo sposo (No Room for the Groom), regia di Douglas Sirk (1952)
- L'amore che c'incatena (Affair with a Stranger), regia di Roy Rowland (1953)
- Sogno di Bohème (So This Is Love), regia di Gordon Douglas (1953)
- Orgoglio di razza (Foxfire), regia di Joseph Pevney (1955)
- Una tigre in cielo (The McConnell Story), regia di Gordon Douglas (1955)
- Battaglia sulla spiaggia insanguinata (Battle at Bloody Beach), regia di Herbert Coleman (1961)
- Anime sporche (Walk on the Wild Side), regia di Edward Dmytryk (1962)
- Quella nostra estate (Spencer's Mountain), regia di Delmer Daves (1963)
- Marnie, regia di Alfred Hitchcock (1964)
- Ho sposato 40 milioni di donne (Kisses for My President), regia di Curtis Bernhardt (1964)

### Televisione
- The Philco Television Playhouse – serie TV, un episodio (1949)
- The Unexpected – serie TV, 2 episodi (1952)
- Gianni e Pinotto (The Abbott and Costello Show) – serie TV, episodi 1x13-2x12 (1953-1954)
- Your Favorite Story – serie TV, un episodio (1953)
- Mayor of the Town – serie TV, un episodio (1954)
- Waterfront – serie TV, un episodio (1954)
- Mr. & Mrs. North – serie TV, 2 episodi (1952-1954)
- Climax! – serie TV, episodio 1x04 (1954)
- Lux Video Theatre – serie TV, un episodio (1954)
- Topper – serie TV, 3 episodi (1954-1955)
- The George Burns and Gracie Allen Show – serie TV, un episodio (1955)
- It's a Great Life – serie TV, un episodio (1955)
- Schlitz Playhouse of Stars – serie TV, 2 episodi (1953-1955)
- The Whistler – serie TV, episodio 1x34 (1955)
- The Bob Cummings Show – serie TV, un episodio (1955)
- Front Row Center – serie TV, 2 episodi (1955)
- Four Star Playhouse – serie TV, un episodio (1955)
- Kings Row – serie TV, episodio 1x02 (1955)
- Chevron Hall of Stars – serie TV, un episodio (1956)
- Matinee Theatre – serie TV, un episodio (1956)
- Wild Bill Hickok (Adventures of Wild Bill Hickok) – serie TV, un episodio (1956)
- The Adventures of Jim Bowie – serie TV, un episodio (1956)
- Alfred Hitchcock presenta (Alfred Hitchcock Presents) – serie TV, un episodio (1956)
- The People's Choice – serie TV, un episodio (1956)
- The Gray Ghost – serie TV, episodio 1x12 (1957)
- Goodyear Theatre – serie TV, episodi 1x02-1x07 (1957)
- Date with the Angels – serie TV (1957)
- L'uomo ombra (The Thin Man) – serie TV, episodio 1x23 (1958)
- Le avventure di Rin Tin Tin (The Adventures of Rin Tin Tin) – serie TV, un episodio (1958)
- The Lineup – serie TV, 2 episodi (1957-1958)
- The Millionaire – serie TV, 2 episodi (1957-1958)
- The Restless Gun – serie TV, episodio 1x32 (1958)
- Mike Hammer – serie TV, un episodio (1958)
- Man Without a Gun – serie TV, un episodio (1958)
- Ricercato vivo o morto (Wanted: Dead or Alive) – serie TV, episodio 1x07 (1958)
- The George Burns Show – serie TV, un episodio (1958)
- Sky King – serie TV, un episodio (1958)
- Yancy Derringer – serie TV, episodio 1x16 (1959)
- Trackdown – serie TV, un episodio (1959)
- Il carissimo Billy (Leave It to Beaver) – serie TV, un episodio (1959)
- The Donna Reed Show – serie TV, un episodio (1959)
- Indirizzo permanente (77 Sunset Strip) – serie TV, episodio 1x33 (1959)
- Avventure in elicottero (Whirlybirds) – serie TV, un episodio (1959)
- The Gale Storm Show: Oh, Susanna! – serie TV, 2 episodi (1957-1959)
- Mr. Lucky – serie TV, episodio 1x02 (1959)
- Disneyland – serie TV, 2 episodi (1959)
- The Rifleman – serie TV, 2 episodi (1959)
- The Deputy – serie TV, un episodio (1960)
- Gli intoccabili (The Untouchables) – serie TV, un episodio (1960)
- Peter Gunn – serie TV, episodi 1x26-2x28 (1959-1960)
- Colt .45 – serie TV, un episodio (1960)
- Perry Mason – serie TV, 4 episodi (1957-1960)
- Ispettore Dante (Dante) – serie TV, episodio 1x12 (1961)
- The Andy Griffith Show – serie TV, un episodio (1961)
- Pete and Gladys – serie TV, episodio 1x22 (1961)
- The Roaring 20's – serie TV, un episodio (1961)
- Thriller – serie TV, episodio 1x32 (1961)
- Have Gun - Will Travel – serie TV, 3 episodi (1960-1961)
- Gli uomini della prateria (Rawhide) – serie TV, episodio 4x02 (1961)
- General Electric Theater – serie TV, 3 episodi (1955-1961)
- King of Diamonds – serie TV, un episodio (1962)
- Frontier Circus – serie TV, un episodio (1962)
- Cheyenne – serie TV, un episodio (1962)
- Tales of Wells Fargo – serie TV, 2 episodi (1961-1962)
- I detectives (The Detectives) – serie TV, episodio 3x22 (1962)
- Hawaiian Eye – serie TV, 2 episodi (1961-1962)
- Ben Casey – serie TV, episodio 1x26 (1962)
- Alcoa Premiere – serie TV, un episodio (1962)
- Scacco matto (Checkmate) – serie TV, 2 episodi (1961-1962)
- Fair Exchange – serie TV, un episodio (1962)
- Mr. Smith Goes to Washington – serie TV, un episodio (1963)
- The Dick Powell Show – serie TV, episodio 2x20 (1963)
- Il dottor Kildare (Dr. Kildare) – serie TV, un episodio (1963)
- Il virginiano (The Virginian) – serie TV, 2 episodi (1963)
- Sotto accusa (Arrest and Trial) – serie TV, episodio 1x11 (1963)
- The Richard Boone Show – serie TV, un episodio (1963)
- Carovane verso il west (Wagon Train) – serie TV, 3 episodi (1958-1964)
- Grindl – serie TV, un episodio (1964)
- Hank – serie TV, un episodio (1966)
- Camp Runamuck – serie TV, un episodio (1966)
- Gomer Pyle: USMC – serie TV, un episodio (1966)
- F.B.I. (The F.B.I.) – serie TV, 2 episodi (1966-1967)
- Polvere di stelle (Bob Hope Presents the Chrysler Theatre) – serie TV, un episodio (1967)
- Io e i miei tre figli (My Three Sons) – serie TV, episodi 7x25 (1967)
- Ironside – serie TV, un episodio (1967)
- The Outsider – serie TV, episodio 1x04 (1968)
- Dragnet 1967 – serie TV, 2 episodi (1968)
- Il grande teatro del west (The Guns of Will Sonnett) – serie TV, un episodio (1968)
- Omnibus – serie TV, un episodio (1969)
- Mod Squad, i ragazzi di Greer (The Mod Squad) – serie TV, un episodio (1969)
- The Over-the-Hill Gang – film TV (1969)
- Room 222 – serie TV, un episodio (1970)
- The Over-the-Hill Gang Rides Again – film TV (1970)
- Funny Face – serie TV, un episodio (1971)
- Un vero sceriffo (Nichols) – serie TV, un episodio (1971)
- Le strade di San Francisco (The Streets of San Francisco) – serie TV, un episodio (1972)
- La figlia del diavolo (The Devil's Daughter) – film TV (1973)
- Sulle strade della California (Police Story) – serie TV, un episodio (1973)
- Adam-12 – serie TV, 4 episodi (1970-1973)
- Squadra emergenza (Emergency!) – serie TV, 2 episodi (1972-1974)
- Medical Story – film TV (1975)
- Happy Days – serie TV, episodio 3x01 (1975)